# City of Peterborough
Peterborough – dystrykt (unitary authority) w hrabstwie ceremonialnym Cambridgeshire w Anglii. W 2011 roku dystrykt liczył 183 631 mieszkańców.

## Miasta
- Peterborough

## Civil parishes
- Ailsworth, Bainton, Barnack, Borough Fen, Bretton, Castor, Deeping Gate, Etton, Eye, Glinton, Hampton Hargate and Vale, Helpston, Marholm, Maxey, Newborough, Northborough, Orton Longueville, Orton Waterville, Peakirk, Southorpe, St. Martin’s Without, Sutton, Thorney, Thornhaugh, Ufford, Upton, Wittering, Wansford i Wothorpe[3].